# Лойткірх-в-Алльгої
Лойткірх-в-Алльгої (нім. Leutkirch im Allgäu) — місто в Німеччині, знаходиться в землі Баден-Вюртемберг. Підпорядковується адміністративному округу Тюбінген. Входить до складу району Равенсбург.
Площа — 174,95 км2. Населення становить 23 030 ос. (станом на 31 грудня 2020).

## Назва
- Лойткірх-в-Алльгої (нім. Leutkirch im Allgäu) — сучасна назва.
- Лойткірх, або Лейткірх (нім. Leutkirch) — коротка традиційна назва.

## Галерея

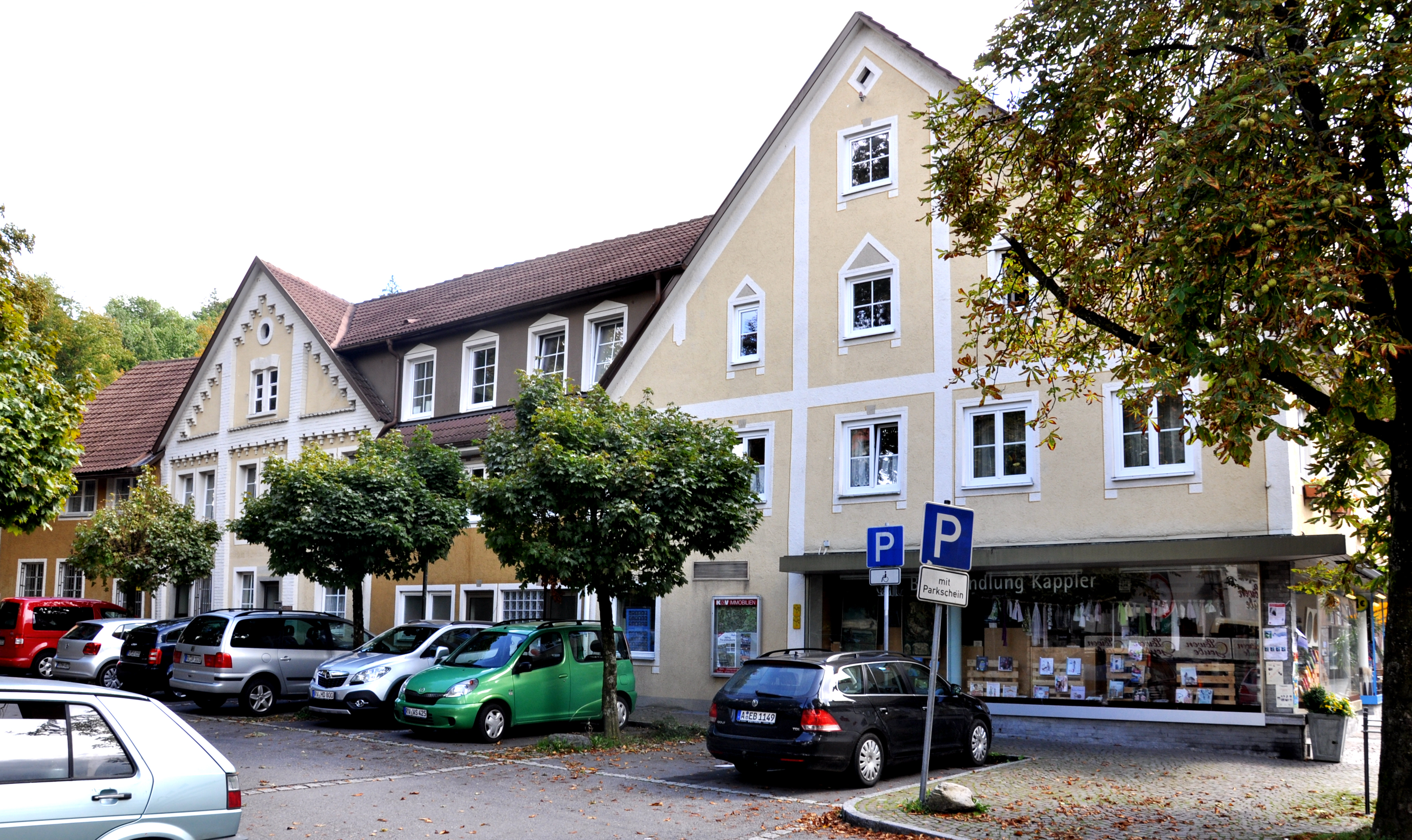
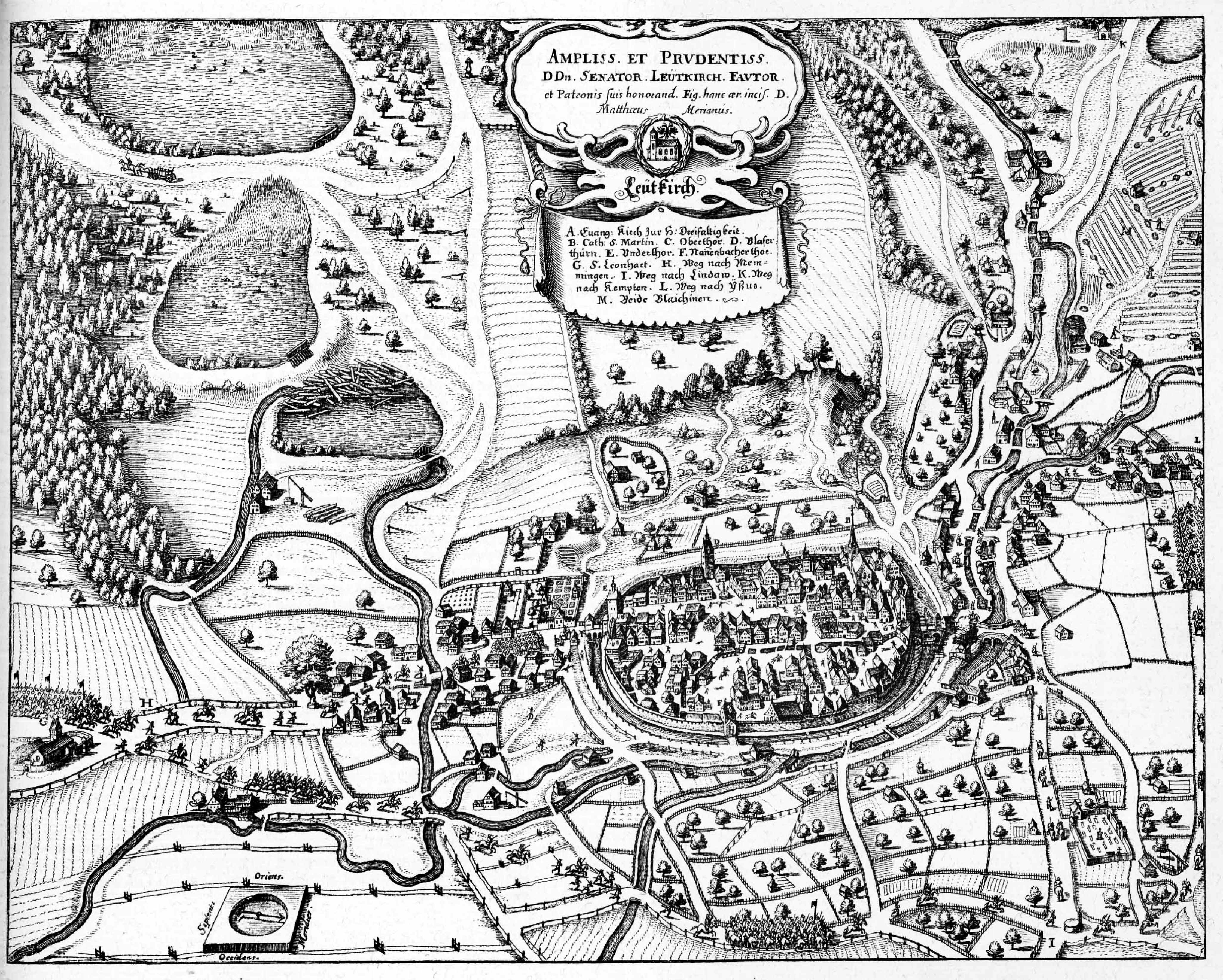
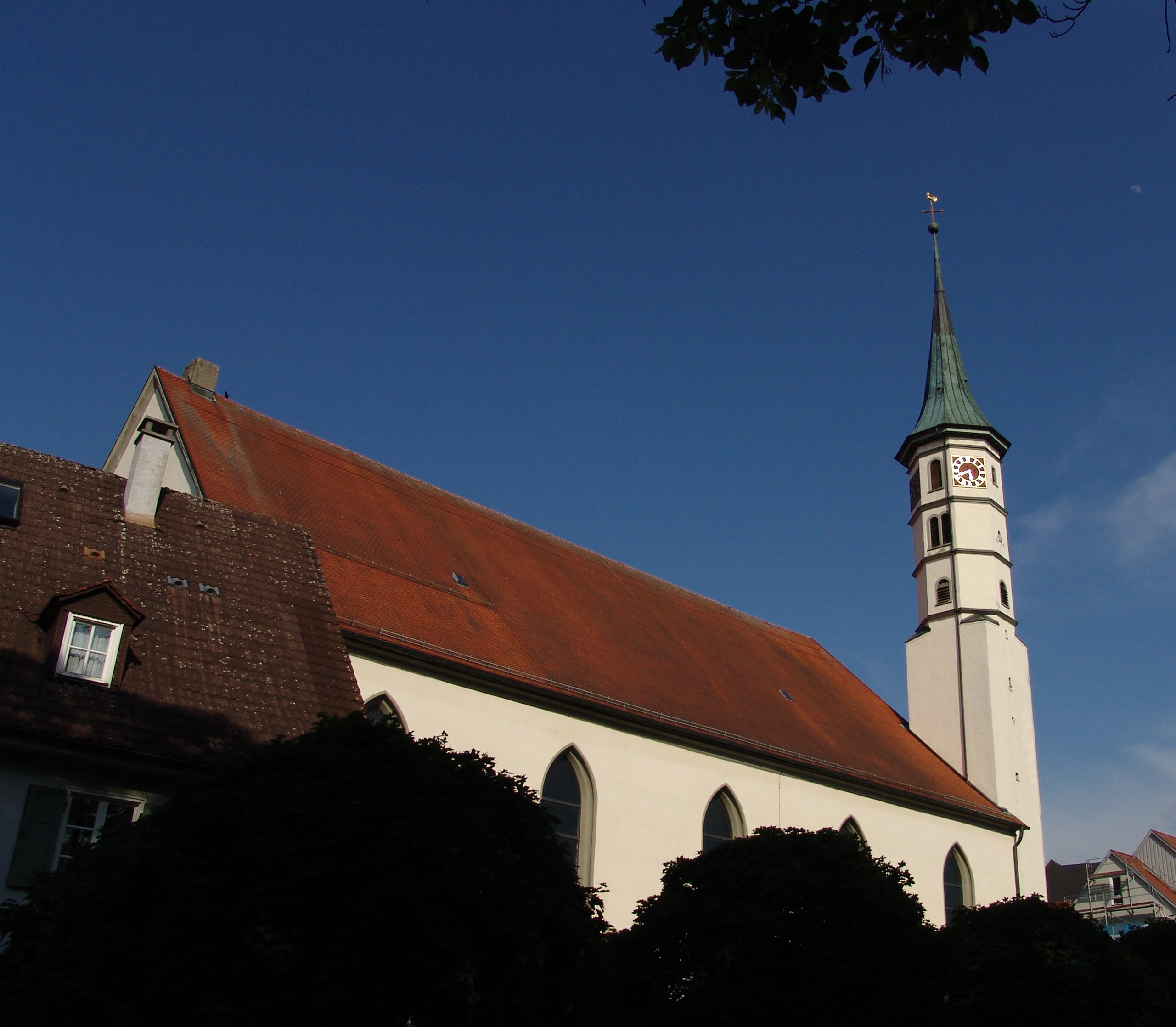
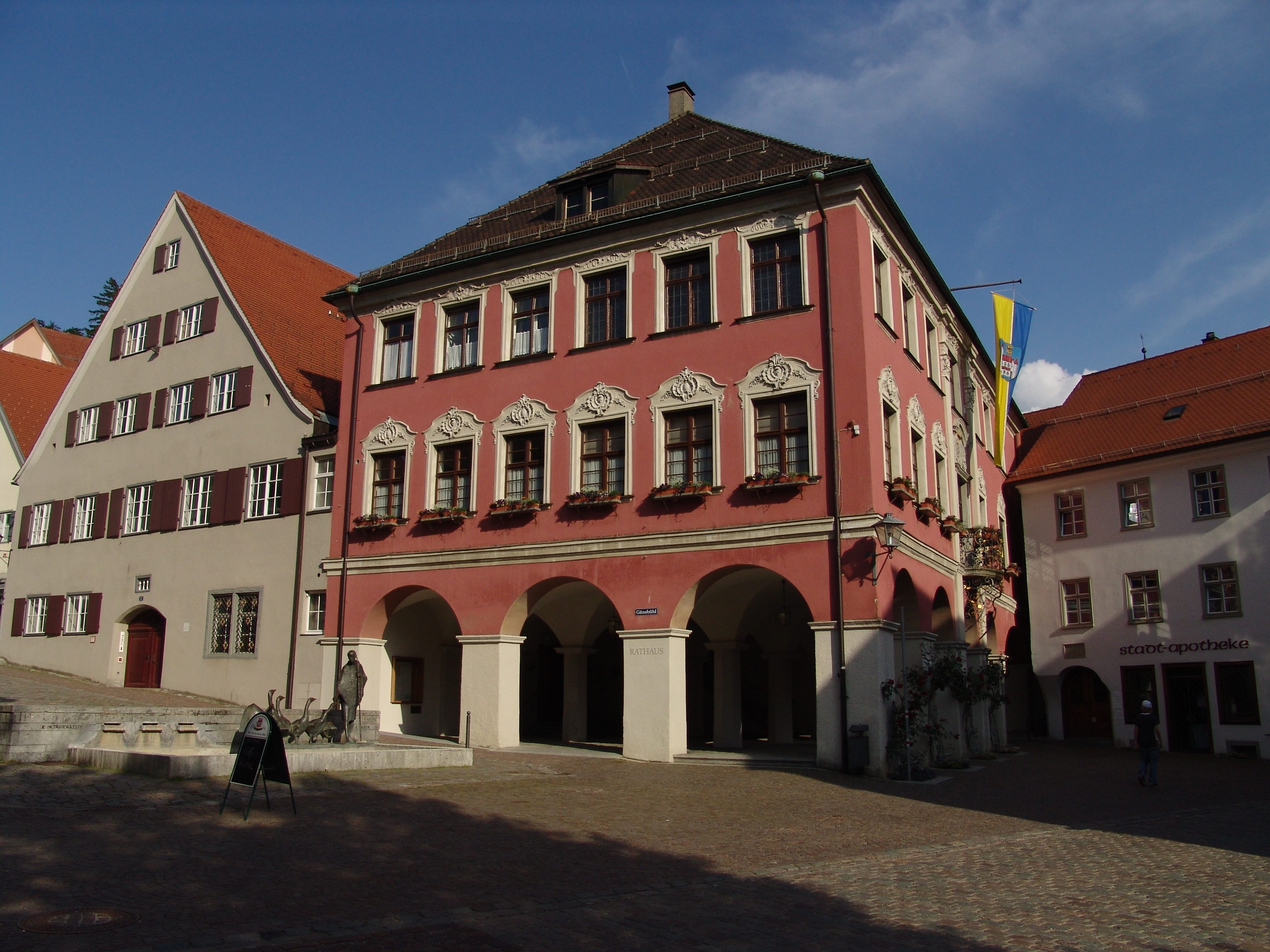
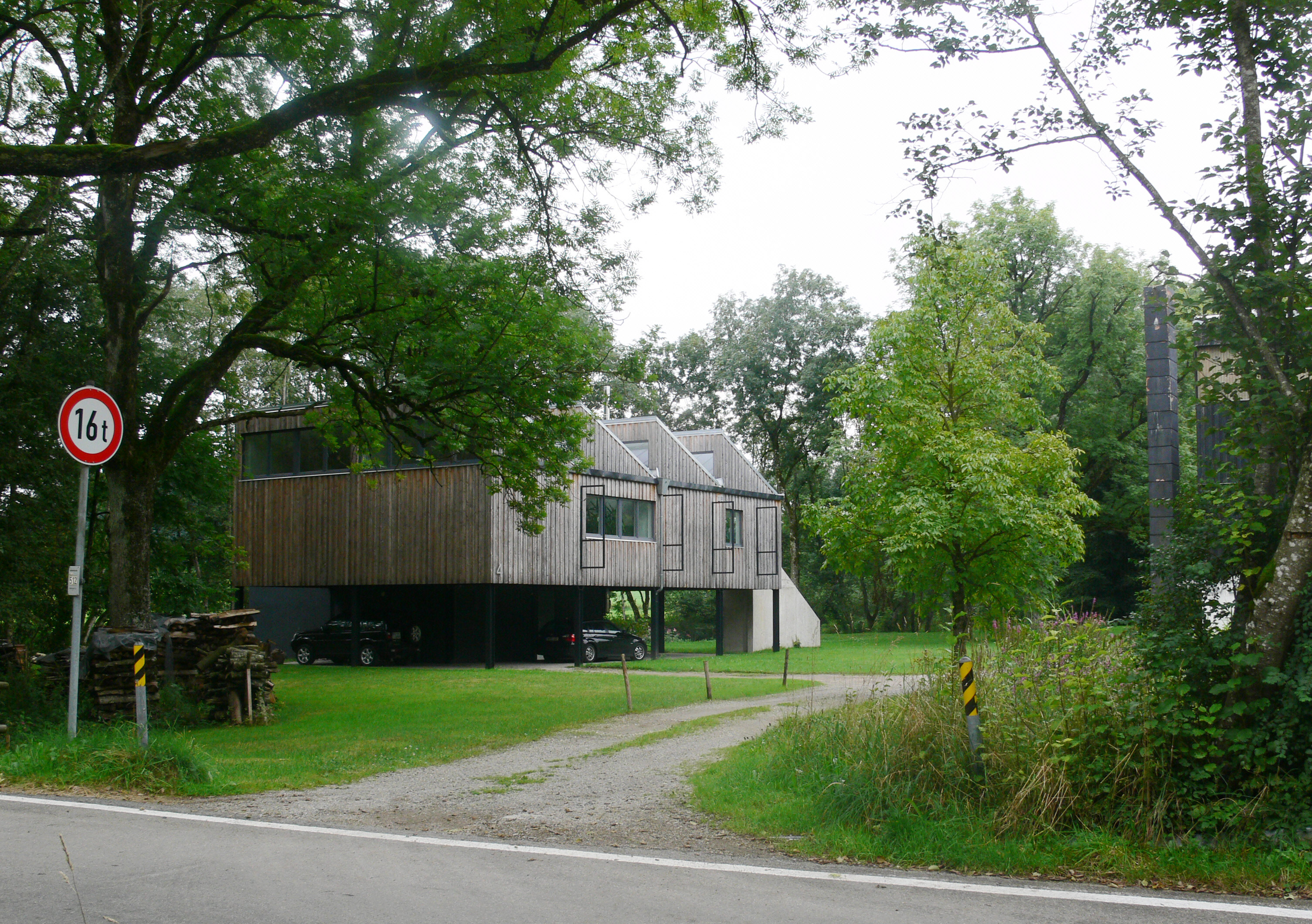
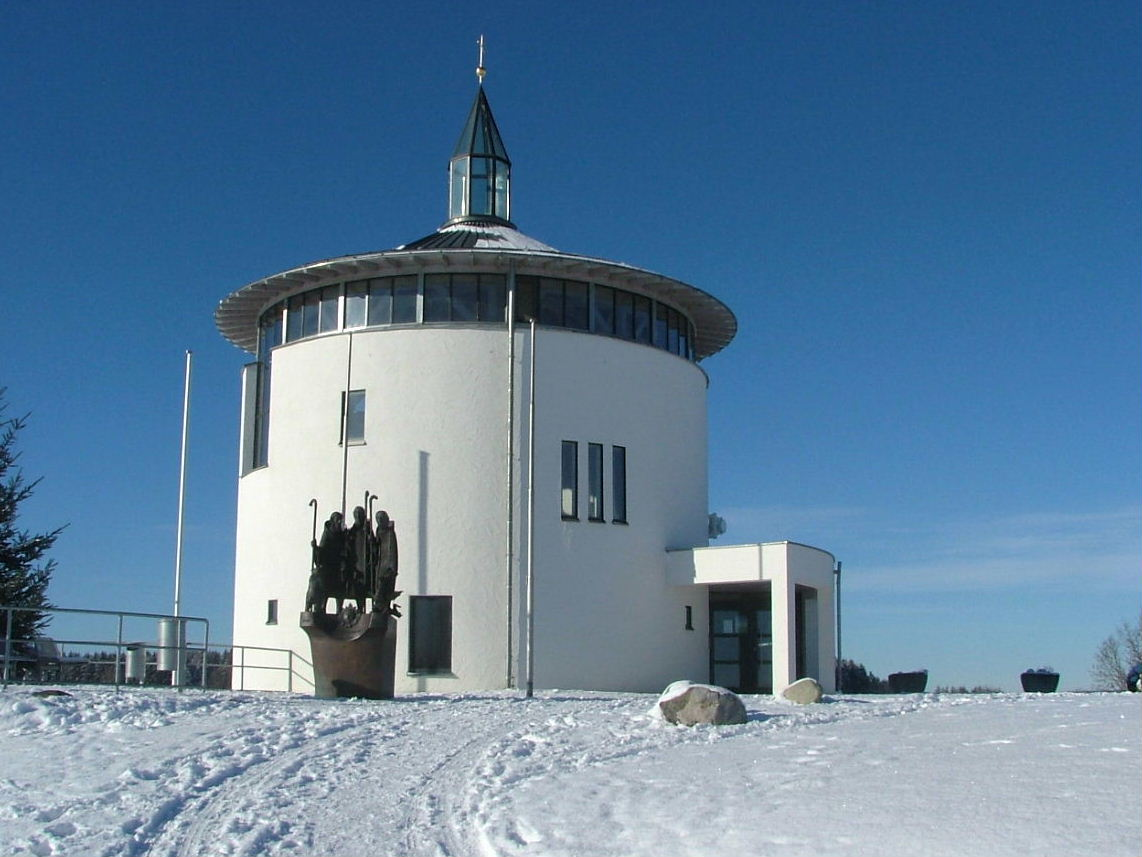